# Zàuiya de Xeic Maa-el-Ainin
La Zàuiya de Xeic Maa-el-Ainin (en àrab: زاوية الشيخ ماء العينين) és un centre religiós sufí, de valor històric intrínsec, i es troba a Smara, al sud del Marroc. Consta de dos edificis adjacents: un espai d'ensenyament, un punt de trobada i una mesquita.

## Situació
La zàuiya es troba al nord-oest de la ciutat de Smara. Ocupava una ubicació estratègica perquè és a prop de les fronteres de Mauritània i Algèria.

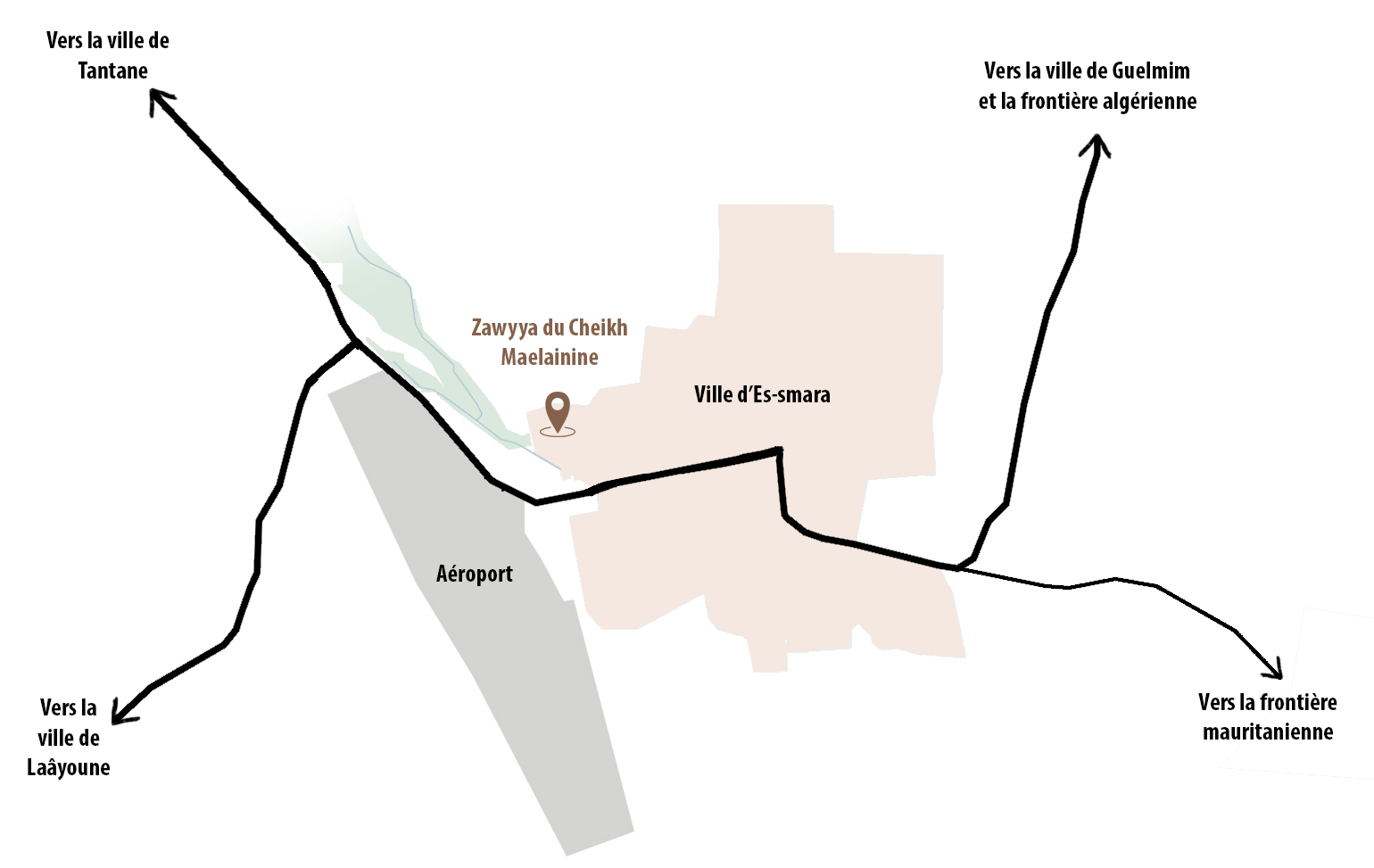
Mapa de la zàuiya a la població de Smara

## Història

### Fundador
Xeic Maa-el-Ainin era una figura eminent dels segles XIX i XX al Sàhara. El seu nom real era Mohammed al Mustapha ibn al Xeic Mohammad al Fadil ibn Mameen, nascut al nord de Mauritània el 1830, i mort el 1910 a Tiznit, al Marroc. Xeic Maa-el-Ainin va créixer a la Zàuiya Fadiliya de Mauritània. La va deixar als 28 anys per Hajj. Després del seu pelegrinatge, viatjà per diferents regions per tal d'ensenyar coneixements religiosos, i s'instal·là al sud del Marroc, a la zona de Smara, l'any 1873.
El 1897, Xeic Maa-el-Ainin i els seus alumnes van construir la ciutat de Smara.

### Gènesi
Les primeres etapes de la fundació de la ciutat de Smara comprenen la construcció de la mesquita, la perforació i la plantació d'arbres.
La zàuiya es va construir al costat de la mesquita el 1898. Uns anys més tard, era no sols un centre espiritual sinó també polític, on el xeic cridà les tribus sahrauís a unir-se-li.
L'any 1903, el xeic va aconseguir unir les tribus per contrarestar la invasió de la colonització francesa al Sàhara, gràcies als discursos religiosos que demanaven la protecció de «la terra de l'islam».

### Estat actual
El zàuiya es va restaurar el 2014. Pel que fa a la mesquita, està parcialment enfonsada, però roman oberta als visitants i no hi representa perill.

## Arquitectura

### Disseny
La zàuiya engloba dues entitats:
- La zàuiya, que allotja la casa del xeic, les cases dels deixebles, l'espai d'ensenyament, així com espais d'emmagatzematge.
- La mesquita està dedicada sols a la pregària.[6]

Pel que fa a l'estètica, la zàuiya és extremadament sòbria, amb una quasi absència d'elements ornamentals.

### Tècnica de construcció
La construcció se'n feu amb materials locals i tècniques senzilles: els murs de la zàuiya són de pedra seca. Les portes i finestres són de fusta, i les façanes estan pintades amb calç.

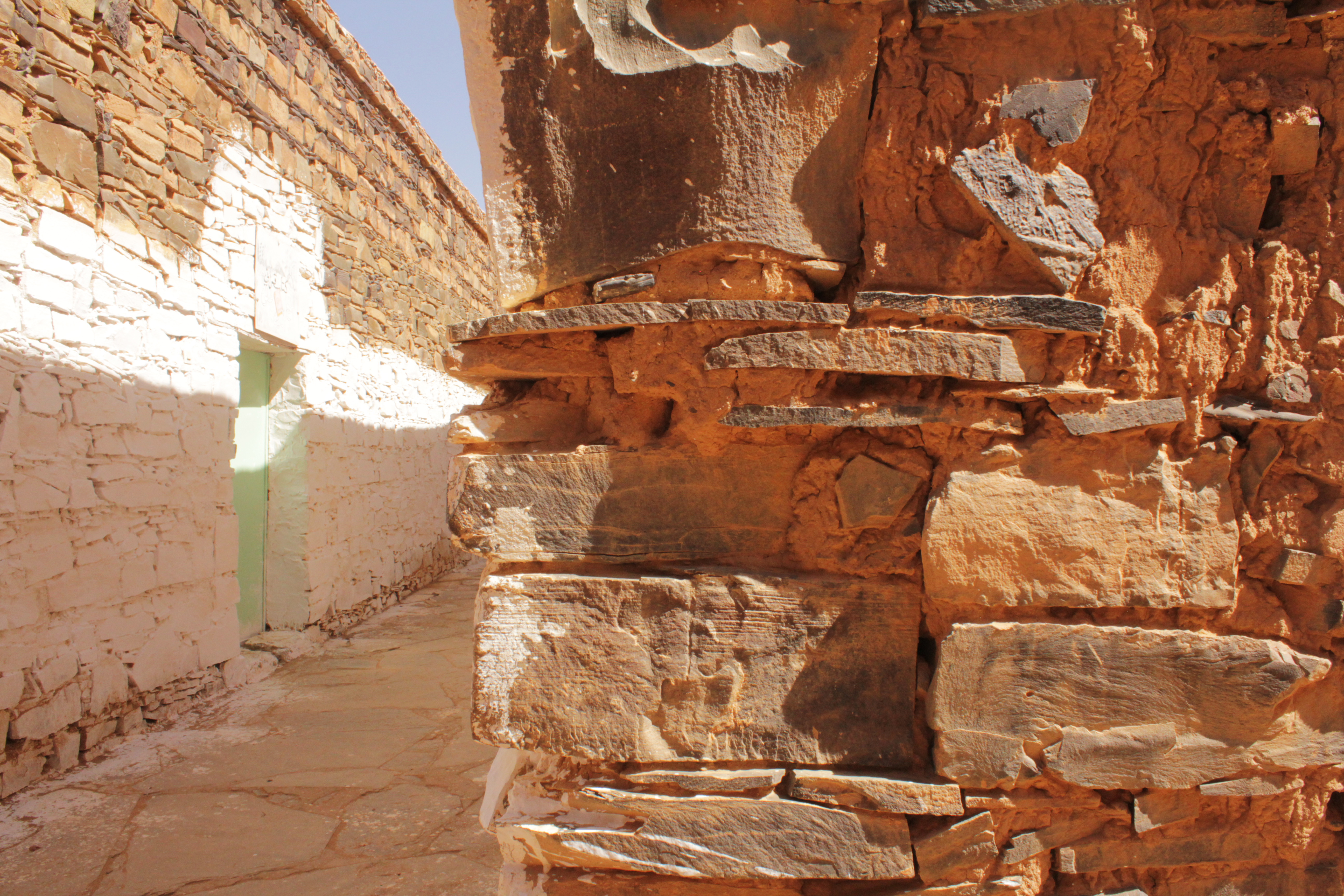
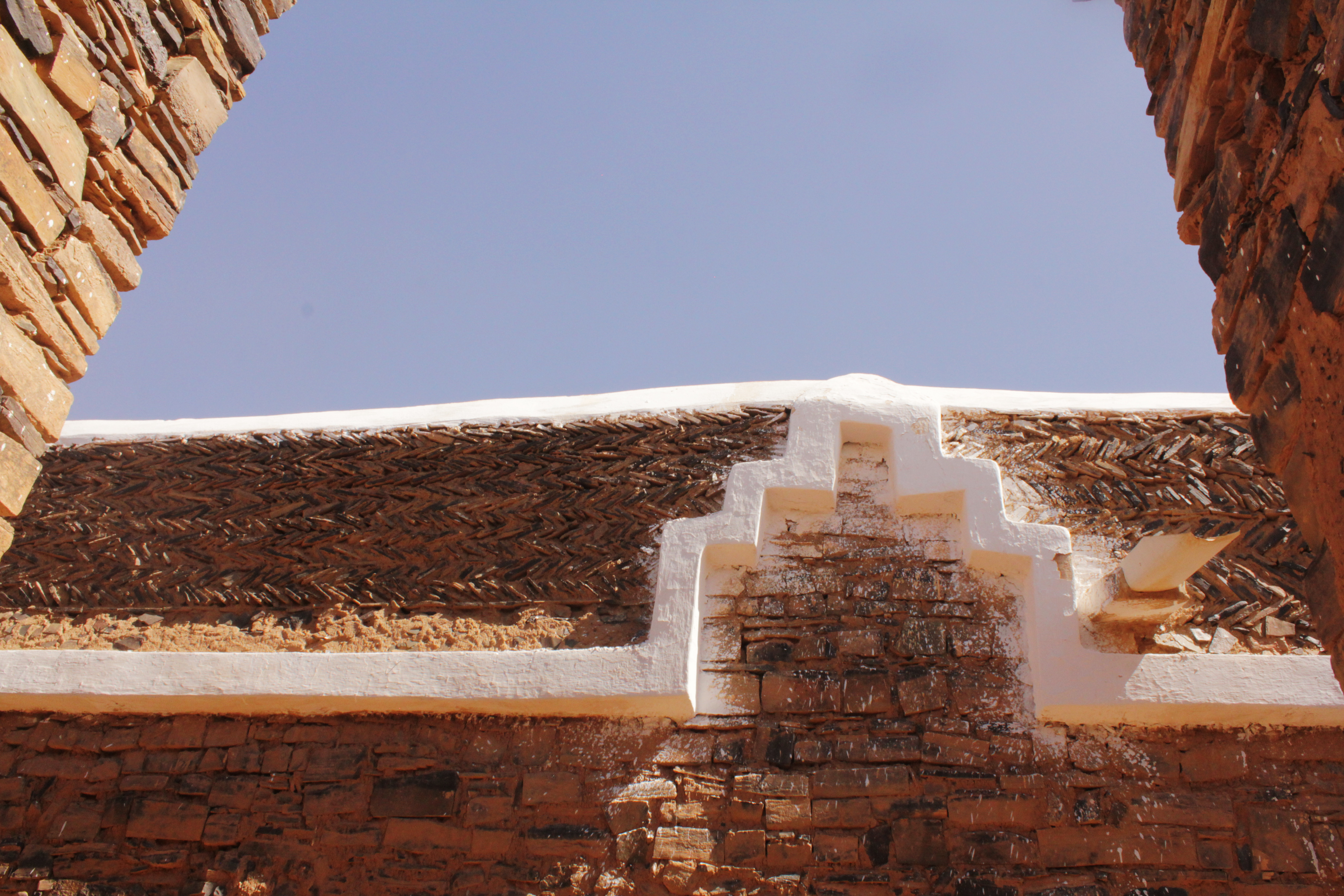
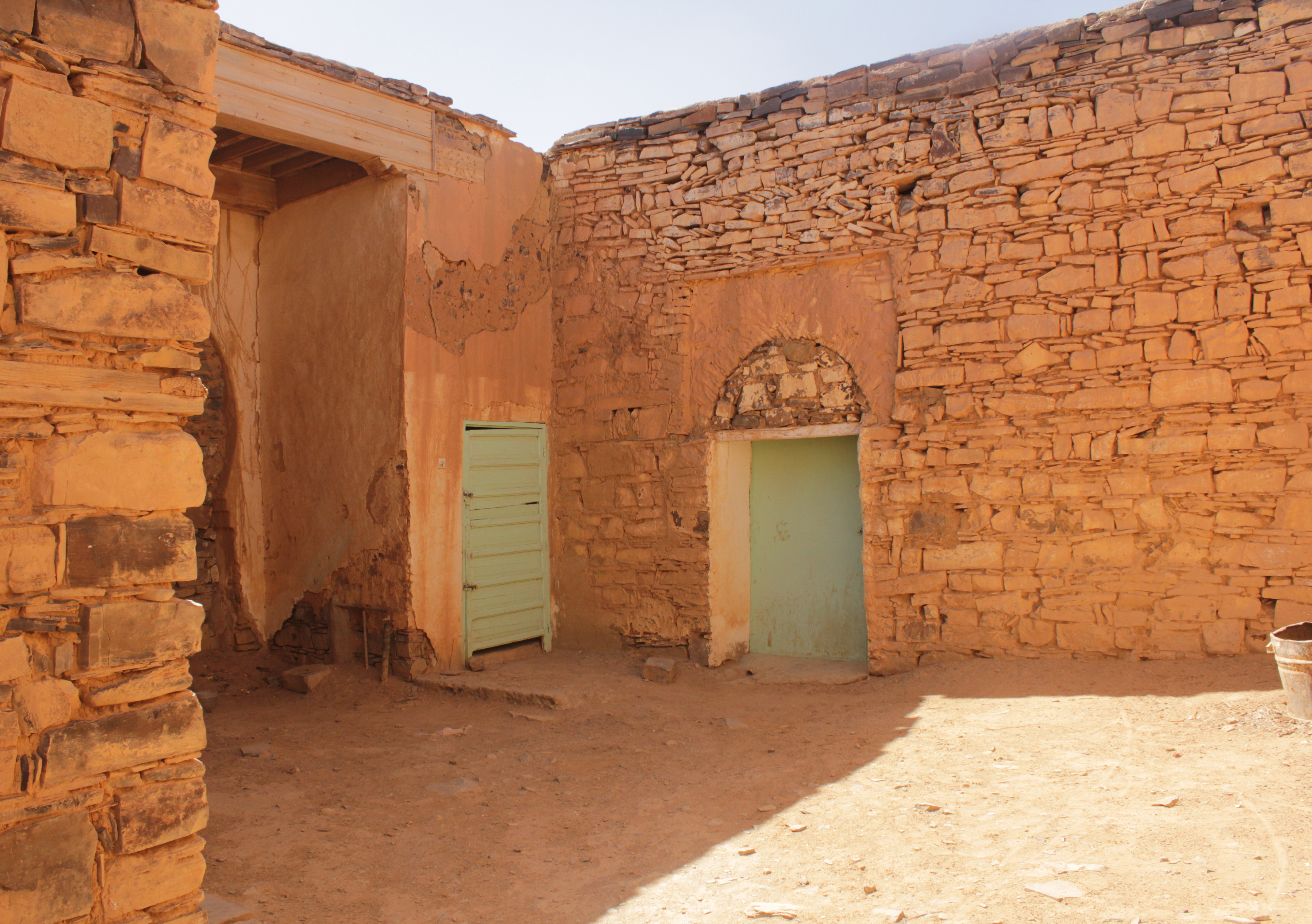
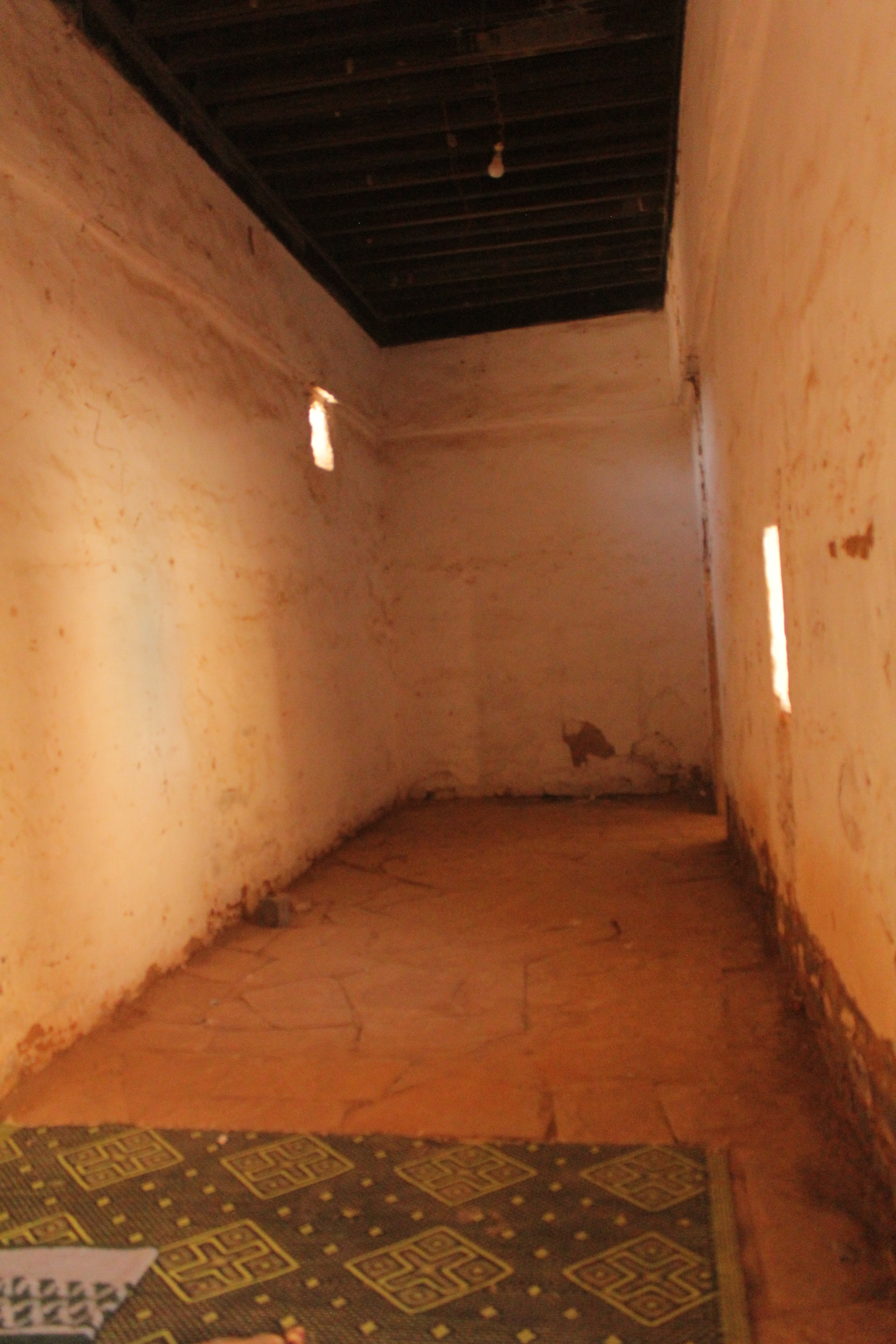